# Владимир Попов (агроном)
Вижте пояснителната страница за други личности с името Владимир Попов.
Владимир Георгиев Попов е виден български учен агроном и животновъд.

## Биография
Владимир Попов е роден в 1904 година в Годлево, тогава в границите на Османската империя. Завършва начално училище в Годлево, прогимназия в Разлог, гимназия в Горна Джумая, в Национална хуманитарна гимназия „Св. св. Кирил и Методий“, а висше агрономическо образование завършва в София в 1927 година. Попов взима участие в събитията в Пиринския край през Септемврийското въстание в 1923 година. Става член на Дружеството на българските агрономи. Работи като учител и завеждащ животновъдството в Държавното средно земеделско училище „Образцов чифлик“ край Русе. Попов е на специализация по коневъдство в Германия, Полша и Унгария в 1936 и 1937 година. Секретар е на Съюза на коневъдните кооперативни дружества в България от 1941 до 1947 година и е директор на стопанство „Клементина“ от 1944 до 1945 година Попов завежда отдела по коневъдство в Министерството на земеделието в периода 1948 – 1953 година. Попов е награден в 1950 година с Димитровска награда II степен от Министерството на земеделието заради създадения в България под негово ръководство полукръвен кон български нониус и за написване на книгата Арабският кон. Автор е на множество научни и научнопопулярни трудове.